# 2月17日
2月17日是阳历（平年）一年中的第48天，离全年的结束还有317天（闰年则还有318天）。

## 大事记

### 19世紀以前
- 1600年：意大利哲学家焦尔达诺·布鲁诺因为支持地动说等思想，而在罗马被处以火刑。
- 1616年：努尔哈赤自称天命汗，建立大金国，史称后金。

### 19世紀
- 1801年：在选举人团出现平手僵局下，美国众议院决议推举汤玛斯·杰弗逊为总统。
- 1854年：英国承认奧蘭治自由邦独立。
- 1864年：南方邦聯軍漢利號潛艇於查爾斯頓灣擊沉北方聯邦軍武裝蒸氣帆船豪薩通尼克號，成為首艘於作戰中擊沉敵艦的潛艇。
- 1895年：北洋水师全军覆没，中日甲午战争以清朝彻底失败而告终。

### 20世紀
- 1904年：義大利作曲家賈科莫·普契尼的歌劇《蝴蝶夫人》在米蘭斯卡拉大劇院首演時評價不佳，迫使他對歌劇進行修改。
- 1905年：俄国社会革命党人杀死大公。
- 1913年：美國紐約舉辦第一場現代藝術展覽軍械庫展覽會，展出《下樓的裸女二號》等作品。
- 1916年：英、法军队在一次大战中占领德国殖民地喀麦隆。
- 1927年：台灣文化協會分裂後蔣渭水提議組織台灣自治會，並積極籌備。但因主張台灣自治以「凡標榜民族主義的任何政治結社，皆不准設立。」被禁止進行結社。
- 1943年：為了美國更支持和同情中國抗戰 ，宋美齡作為蔣介石之特使訪問美國，期間完成對美國募款任務，並於2月18日在國會發表演說為中國贏得美國同情。
- 1944年：第二次世界大战：美国海军发动代号“冰雹”的大规模海空联合袭击行动，重创日本在中太平洋的军事要港特鲁克。
- 1951年：中华人民共和国镇压反革命运动：北京市在罗瑞卿的指挥下，一夜之间逮捕反革命675人，次日即公开处决了58人。
- 1952年：中華民國工商協進會在台北成立。
- 1959年：美国海军部用来测量云量分布的人造卫星先锋2号发射升空，为世界上第一颗气象卫星。
- 1960年：美國民权领袖马丁·路德·金被捕。
- 1974年：一名美國陸軍士兵偷走一架UH-1直升機，並將其降落在華盛頓特區白宮南草坪（英语：South Lawn）上。
- 1977年：日本沖繩縣久米島觀測到雨夾雪，為沖繩縣氣象觀測史上首次降雪。
- 1979年：中国人民解放军从云南省、广西壮族自治区攻入越南北部，中越战争爆发。
- 1992年：中華民國國防部首度公開第一份國防報告書。

### 21世紀
- 2005年：日本中部國際機場正式營運，取代名古屋飛行場成為日本中部地方的主要國際門戶。
- 2007年：臺灣導演周美伶執導的電影《刺青》勇奪第57屆柏林影展泰迪熊獎最佳影片。
- 2008年：科索沃议会通过总理哈希姆·萨奇宣读的独立宣言，单方面宣布脱离塞尔维亚独立。
- 2010年：北約部隊和阿富汗政府軍共1.5萬人在赫爾曼德省向塔利班發動自2001年以來最大規模的攻擊。
- 2011年：利比亞爆發反對穆安瑪爾·格達費統治的示威遊行，並很快轉變為內戰。
- 2014年：韓國慶州市度假村的體育館屋頂遭積雪壓垮，造成10人死亡、124人受傷。

## 出生
- 624年：武则天，唐朝皇帝，中国历史上唯一的女皇帝（705年逝世）
- 1680年：德川賴職，日本江戶時代中期大名（1705年逝世）
- 1796年：菲利普·弗朗茨·冯·西博尔德，德國醫生、植物學家（1866年逝世）
- 1817年：威廉三世，尼德蘭國王（1890年逝世）
- 1862年：森鷗外，日本小說家、評論家、翻譯家、醫學家、軍醫、官僚（1922年逝世）
- 1876年：漢斯·本諾·伯努利，瑞士建築師、都市規劃師（1959年逝世）
- 1878年：連橫，台灣通史作者（1936年逝世）
- 1890年：羅納德·愛爾默·費雪，英國統計學家、演化生物學家、遺傳學家（1962年逝世）
- 1898年：柯蒂斯·汉弗莱，美國物理学家（1986年逝世）
- 1901年：梶井基次郎，日本小說家（1932年逝世）
- 1907年：葉夫根尼·阿巴拉科夫，蘇聯登山家、雕塑家（1948年逝世）
- 1914年：高慈美，台灣鋼琴家（2004年逝世）
- 1924年：瑪格麗特·杜魯門，美國傳記及推理小說作家，美國總統杜魯門的女兒（2008年逝世）
- 1929年：亞歷杭德羅·霍多羅夫斯基，智利導演、製片人、編劇、演員、作家、詩人、作曲家、漫畫作家、音樂家
- 1930年：露絲·倫德爾，英國驚悚、犯罪小說作家（2015年逝世）
- 1936年：薩米拉·托菲克，黎巴嫩女歌手
- 1950年：阿爾貝塔斯·希梅納斯，立陶宛政治人物，前任立陶宛總理
- 1952年：安德斯·艾斯侖德，瑞典經濟學家
- 1955年：莫言，中國作家，2012年諾貝爾文學獎得主
- 1955年：蘇施黃，香港DJ，飲食節目主持人
- 1957年：崔政宇，韓國男演員
- 1961年：黃仲裕，台灣男演員
- 1961年：李周浩，韓國政治人物
- 1963年：迈克尔·乔丹，美国篮球运动员
- 1963年：黃仁勳，台裔美國企業家，繪圖晶片公司NVIDIA的創辦人
- 1965年：麥可·貝，美國電影導演
- 1967年：香緹·摩爾，美國女歌手
- 1968年：吾爾開希·多萊特，中國六四事件學生領袖之一
- 1970年：沙村廣明，日本漫畫家
- 1970年：托馬斯·赫斯維克，英國設計師
- 1972年：泰勒·霍金斯，美國音樂家，鼓手（2022年逝世）
- 1972年：YUKI，日本女歌手，樂團JUDY AND MARY主唱
- 1972年：比利·喬·阿姆斯壯，美國音樂家，樂團年輕歲月主唱
- 1975年：河莉秀，韓國藝人
- 1976年：小林優美，台灣藝人
- 1977年：江明娟，台灣歌手
- 1977年：安雅，台灣女藝人
- 1977年：少爺占，香港電台DJ
- 1977年：鈴木千尋，日本男性聲優
- 1978年：张译，中國演員
- 1978年：何宣慶，臺灣魚類學家
- 1980年：遠藤綾，日本女性聲優
- 1980年：傑森·里特，美國男演員
- 1981年：馬蘇，中國演員
- 1981年：林可彤，台灣女演員、模特兒
- 1981年：喬瑟夫·高登-李維，美國男演員
- 1981年：芭黎絲·希爾頓，美國社交名媛
- 1982年：阿德里亞諾，巴西足球運動員
- 1983年：鮑春來，中國羽毛球運動員
- 1983年：黃榮璋，香港男配音員
- 1984年：向蕙玲，台灣女歌手
- 1984年：鎌苅健太，日本男性聲優、演員
- 1986年：鄭麗莎，香港攀石運動員及電影演員
- 1988年：瓦西里·洛馬琴科，烏克蘭職業拳擊運動員
- 1990年：林吟蔚，台灣女歌手
- 1990年：徐志豪，香港男子田徑運動員
- 1991年：佐佐木睦美，日本人物設計師、遊戲插畫家
- 1991年：紅髮艾德，英國男歌手
- 1991年：邦妮·赖特，英國女演員
- 1993年：馬克·馬爾克斯，西班牙世界摩托車錦標賽職業賽車手
- 1995年：麥迪遜·基絲，美國職業網球運動員
- 1996年：俞竣晞，香港南區海怡東區議員
- 1997年：齋藤千春，日本朝日電視台播音員，女子偶像團體乃木坂46前成員
- 1998年：蘇偉譯，馬來西亞男子羽球運動員
- 1999年：亨特·伍德霍尔，美國男子田徑運動員
- 2000年：金龙熙，韓國男子偶像團體CIX成員
- 2002年：橫宮七海，日本AV女優（2023年逝世）
- 2005年：井上和，日本女子偶像團體乃木坂46五期生
- 生年不詳：小市真琴，日本女性聲優、舞台演員、編舞家

## 逝世
- 364年：約維安，羅馬皇帝（331年出生）
- 765年：高适，唐朝邊塞诗人（706年出生）
- 1600年：焦爾達諾·布魯諾，意大利數學家、天文學家、哲學家（1548年出生）
- 1609年：斐迪南一世，托斯卡納大公（1549年出生）
- 1673年：莫裡哀，法國喜劇作家、戲劇活動家（1622年出生）
- 1805年：約瑟夫斯·尼古勞斯·勞倫蒂，奧地利博物學家、動物學家、醫生（1735年出生）
- 1856年：海因里希·海涅，德國詩人（1797年出生）
- 1865年：喬治·菲利普斯·邦德，美國天文學家（1825年出生）
- 1875年：弗里德里希·阿格兰德，普鲁士天文学家，编辑出版了《波恩星表》（1799年出生）
- 1876年：阿爾方斯·吉舍諾，法國動物學家（1809年出生）
- 1881年：路易斯·亨利·摩爾根，美國社會科學家、民族學先驅（1818年出生）
- 1909年：傑羅尼莫，阿帕契族貝當可黑部落首領、巫醫（1829年出生）
- 1934年：阿爾貝一世，比利時國王（1875年出生）
- 1950年：安娜·巴特爾斯，瑞典歌劇女高音（1869年出生）
- 1955年：坂口安吾，日本小說家（1906年出生）
- 1966年：陳叔通，全國人大常委會副委員長、政協全國委員會副主席、中華全國工商業聯合會主任委員（1876年出生）
- 1967年：威廉·唐納·派屈克，英國辯護律師，遠東國際軍事法庭英國法官代表（1889年出生）
- 2014年：高凌風，本名葛元誠，台灣藝人（1950年出生）
- 2018年：潘曉穎，被陳同佳殺害，其案件引發制訂逃犯條例，從而觸發反對逃犯條例修訂草案運動，從而引發港區國安法和相關制裁等連串事件（1997年出生）
- 2019年：沙班·紹利奇，塞爾維亞民謠歌手（1951年出生）
- 2020年：拉里·泰斯勒，美國計算機科學家（1945年出生）
- 2021年：拉什·林博，美國電台主持人、記者、作家（1951年出生）
- 2022年：朱塞佩·羅斯，義大利男子拳擊運動員（1942年出生）
- 2023年：喬治·T·米勒，蘇格蘭裔澳大利亞導演、製片人（1943年出生）

## 节假日和习俗
- 科索沃：獨立日
- 義大利、 巴西、 波蘭：國家貓日